# Berik Abdrakhmanov
Berik Abdrakhmanov (sinh ngày 20 tháng 6 năm 1986) là một võ sĩ nghiệp dư người Kazakhstan chơi trong hạng cân nhẹ, từng thi đấu tại Giải vô địch thế giới 2013, đã giành huy chương Đồng cùng với Domenico Valentino đến từ Ý.